# Ti giro intorno
Ti giro intorno (Along for the Ride) è un film del 2022 diretto da Sofia Alvarez, tratto dall'omonimo romanzo di Sarah Dessen.

## Trama
Auden, ragazza introversa e dedita allo studio, nonostante il malcelato disappunto della madre, decide di trascorrere l’estate prima dell’inizio dell’Università a Colby Beach, a casa del padre e della nuova compagna, diventati da poco genitori di una bimba.
Dopo un primo periodo solitario e noioso, dalle lunghe nottate trascorse tra caffè e letture a causa dell’insonnia, Auden si imbatte in un altrettanto solitario nottambulo, Eli, con cui comincia inizialmente una delicata amicizia. Auden si apre con Eli raccontandogli del suo passato da rigorosa studentessa e privo di quelle libertà e leggerezze che dovrebbero far parte della vita di un’adolescente. Eli, tormentato dalla recente perdita del suo migliore amico, nasconde il suo dolore e invita la ragazza a provare nuove esperienze, facendole vivere ogni notte innocue avventure mai vissute prima, dal mini golf alla visita di un faro, da una corsa sfrenata in un carrello a un bagno notturno in mare.
Auden, che nel frattempo è diventata amica di Maggie, Leah e Esther, tre esuberanti ragazze con cui lavora presso il negozio della compagna del padre, viene a sapere dell’incidente in cui è morto il migliore amico di Eli, che con lui condivideva la grande passione per le bmix, incidente dopo il quale il ragazzo non ha più partecipato alle gare in cui sembrava avere un promettente futuro. 
Durante una festa, Auden ed Eli si baciano e si scoprono innamorati.
Il giorno seguente la ragazza, turbata da una lite tra il padre e la compagna, sfoga su Eli la sua frustrazione accusandolo di nascondersi dalle sue passioni e da ciò a cui è destinato. Il ragazzo ferito se ne va, ma le parole di Auden servono per fargli comprendere che non e’ giusto abbandonare il proprio sogno e torna così a partecipare con successo alle gare.
I due giovani quindi si chiariscono e vestiti eleganti si recano in sella alla bici a una festa in spiaggia, organizzata a sorpresa da Eli e le amiche di Auden, per farle vivere quel ballo studentesco a cui non ha mai partecipato, suggellando l’estate a Colby come la più speciale vissuta da Auden. 
Il film si chiude con una cartolina di Eli inviata a Auden, proveniente da Barcellona dove Eli si trova per partecipare alle gare di bmix europee, letta felice dalla ragazza arrivata all’università, nella sua camera condivisa con Maggie.

## Distribuzione
Il film è stato distribuito sulla piattaforma Netflix a partire dal 6 maggio 2022.